# بق الترس الأخضر
بق الترس الأخضر أو الفاسياء الزمردية البقة الخضراء أو بقة النبات الخضراء (الاسم العلمي palomena prasina)، حشرة من فصيلة خماسيات الفصلات طولها نحو 12 مم، وعرضها 7 مم. ثوبها إلى الخضار الزمردي تعلوه نمشة حنطية خفيفة وستار خمري يرواح عرضة بين 1 و2 مم. أعطانها تشمل جميع البلاد المعتدلة الحرارة. تركب معظم نوامي الأشجار باستثناء الصنوبريات. وتركب التبغ وغيره من النباتات الصناعية كالخروع والكتان.

## معرض صور

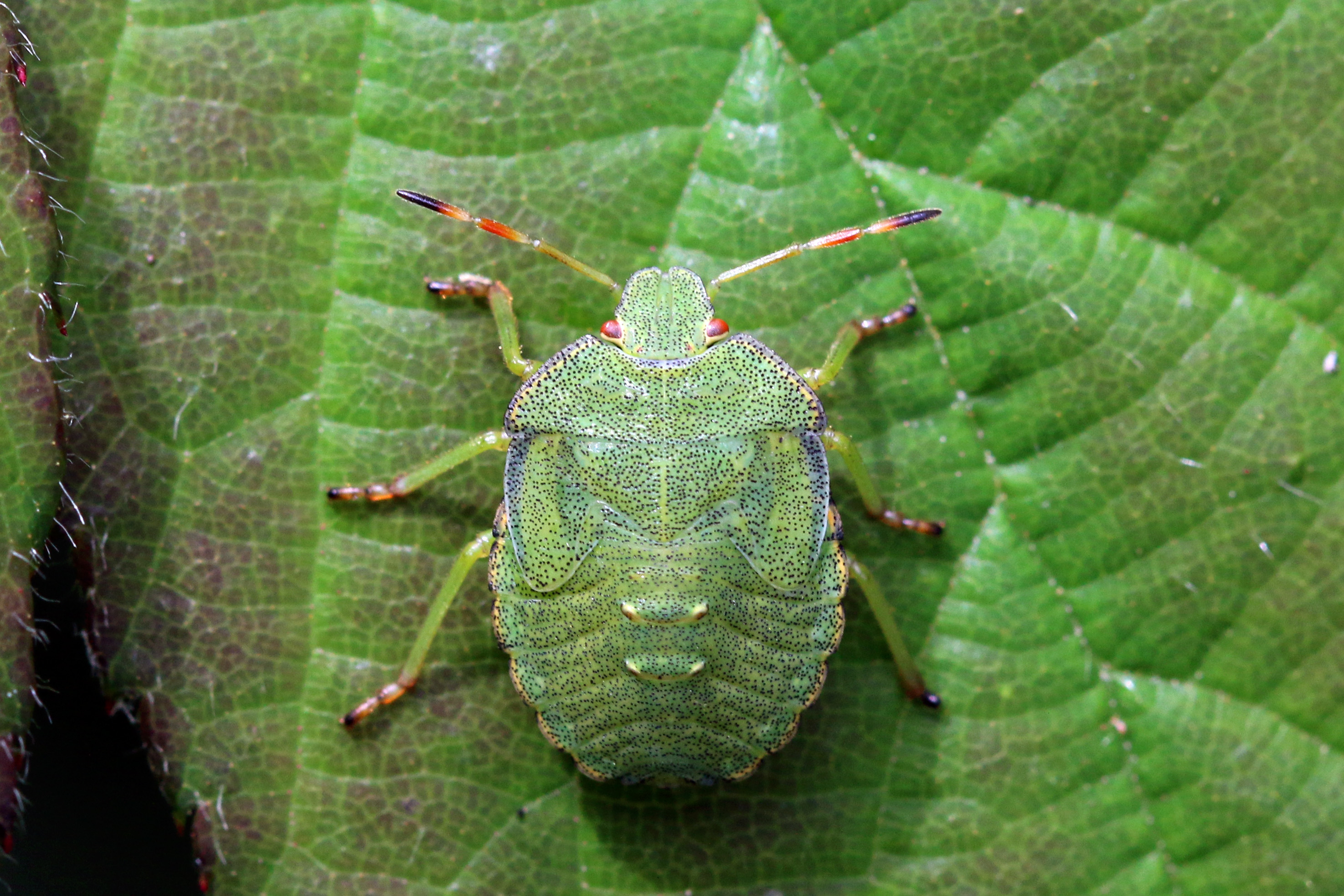
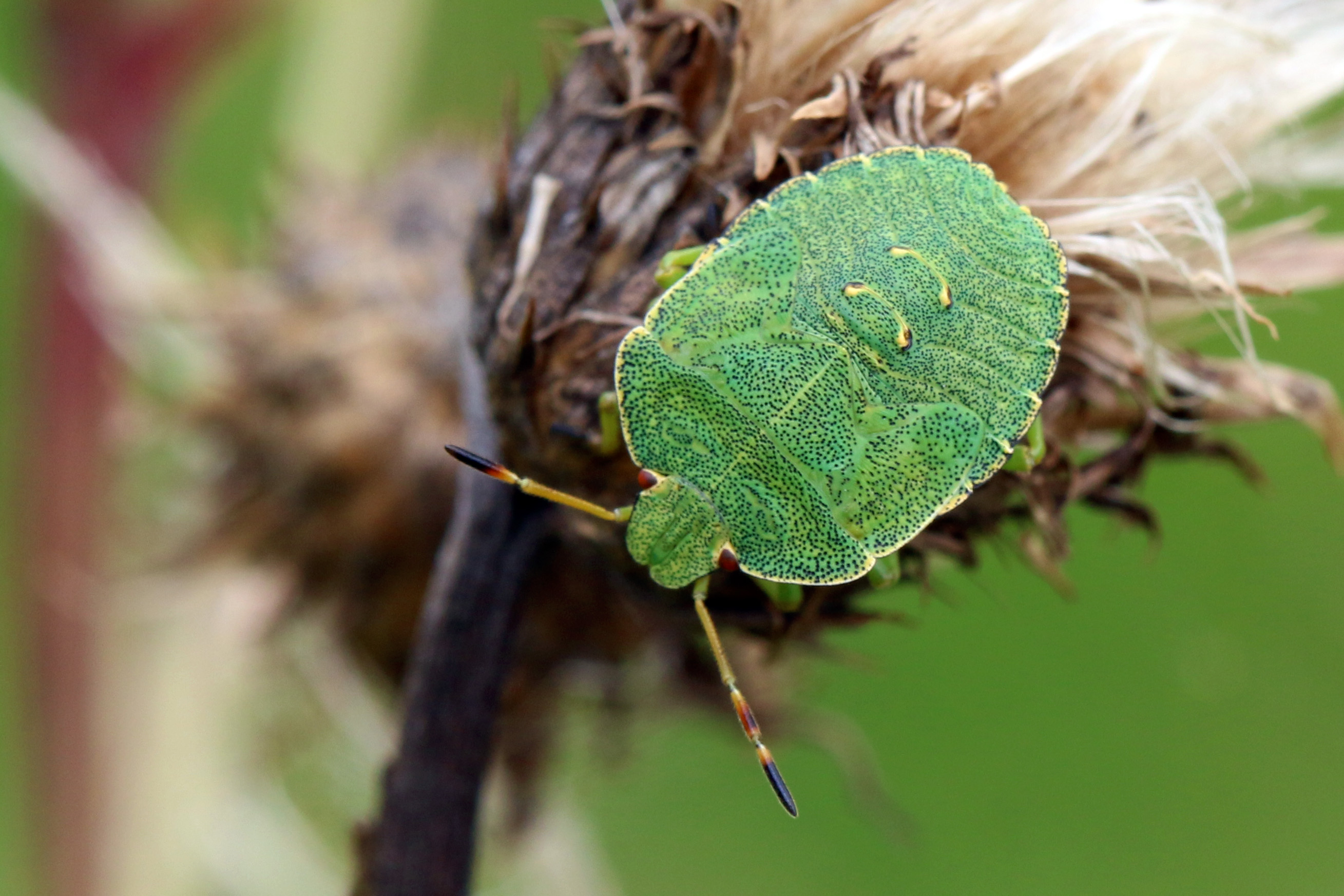
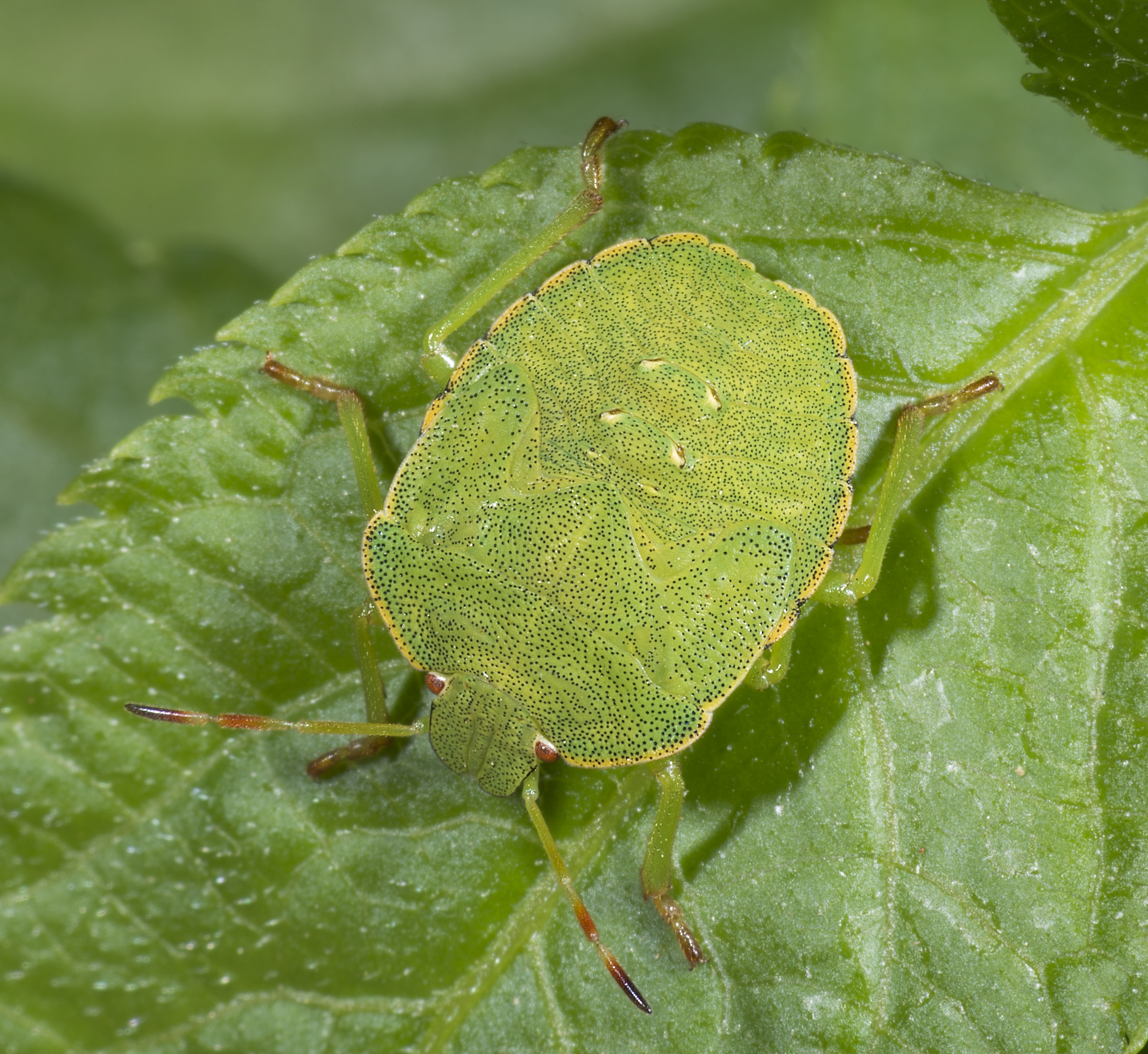